# 直布罗陀历史

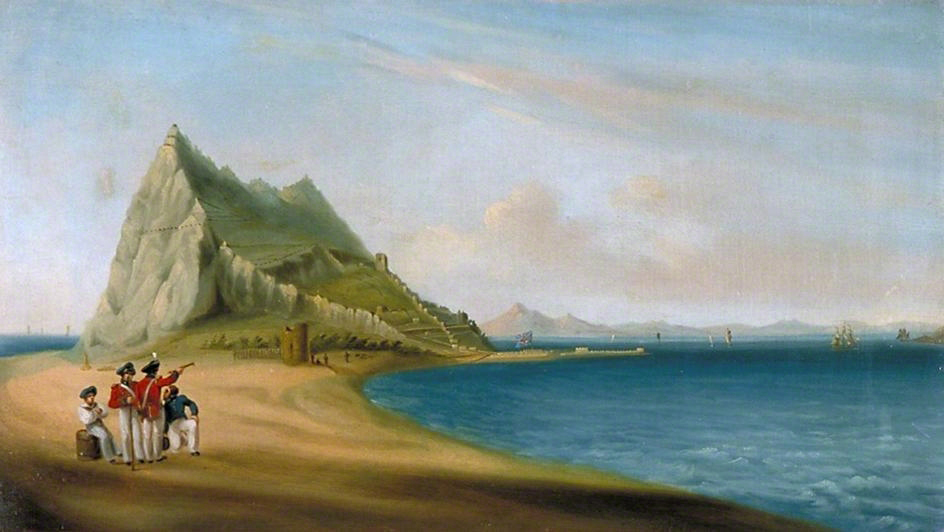
从西班牙边界线看直布罗陀北面的风光(1782)

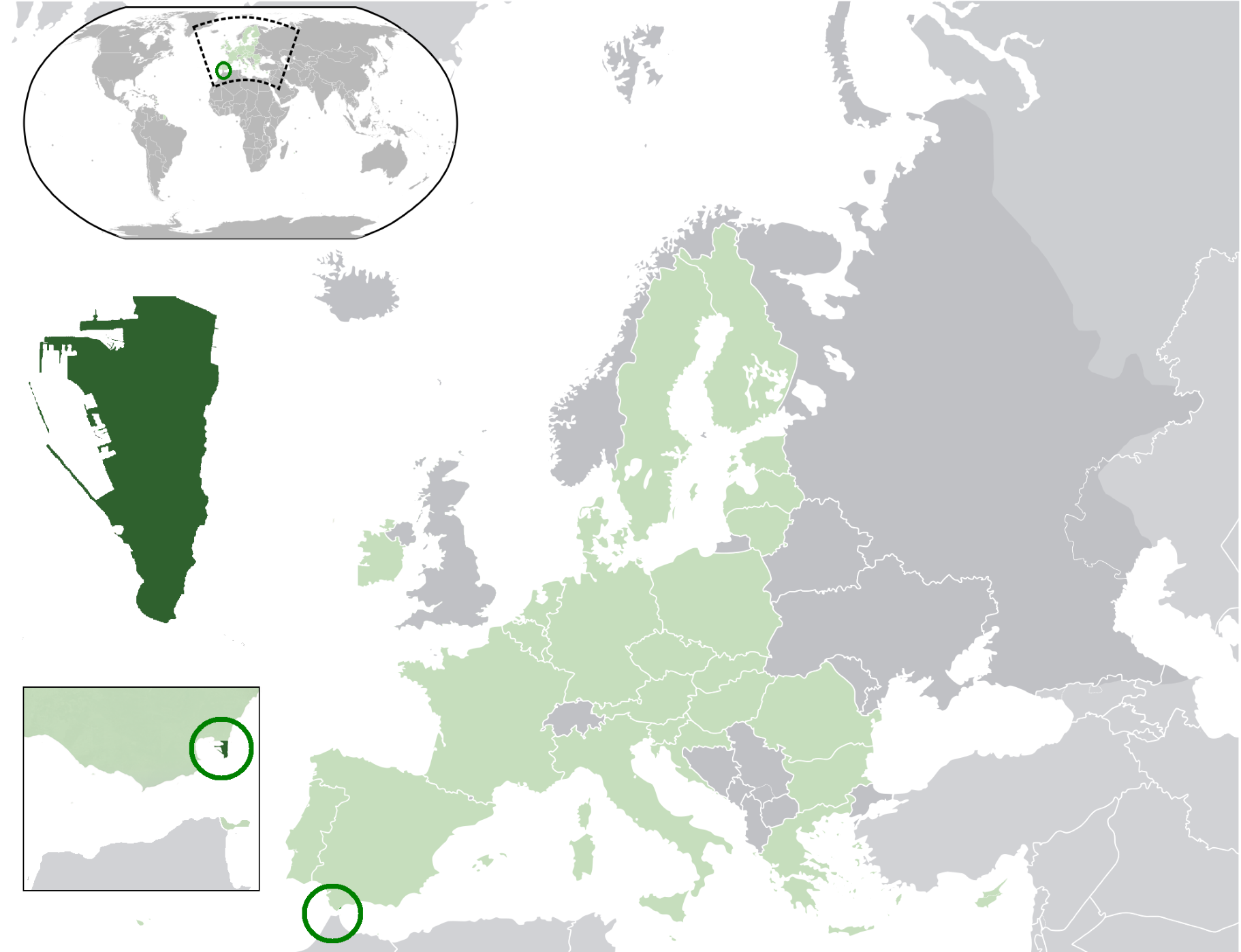
直布罗陀在伊比利亚半岛南端的位置

直布罗陀半岛是伊比利亚半岛最南端地中海沿岸的小半岛，有2900年的有人居住的历史。

## 地理背景

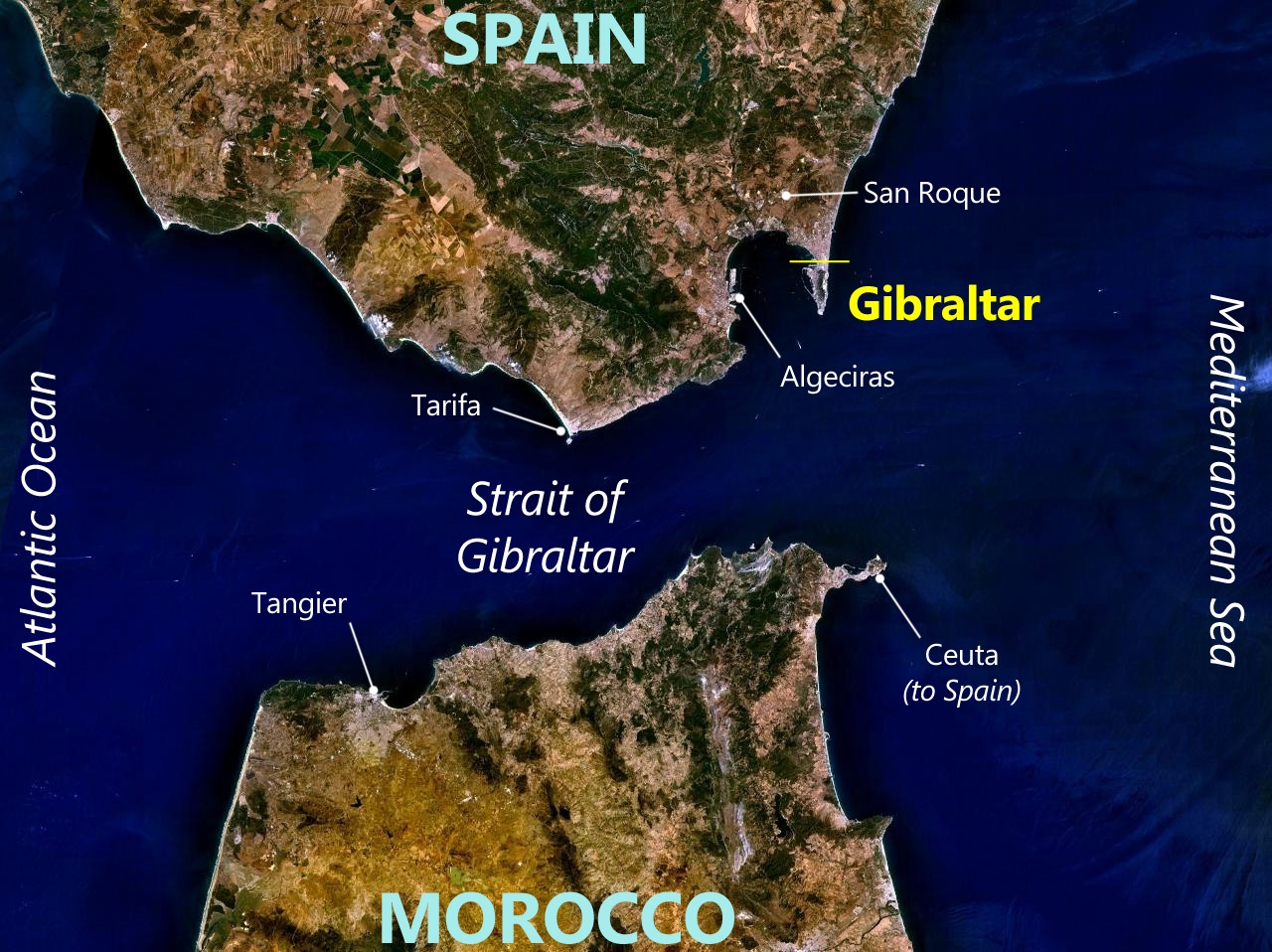
直布羅陀海峽的註釋衛星視圖

直布羅陀的歷史已帶動其靠近地中海的入口的戰略地位。這是一個狹長的半島的東側直布羅陀灣 6千米（4英里）從城市阿爾赫西拉斯。直布羅陀位於西班牙最南部海岸的地中海最窄點之一，從海岸僅24公里（15英里）摩洛哥北非。它在海灣地位使其成為優越的自然錨地的船舶。正如一位作家所言，“誰掌控了直布羅陀就掌握了船隻進出地中海的動向，以軍事和海權觀點來說，很少地方具有比直布羅陀更戰略性的位置。
領土方面的措施只有6.7平方公里（2.6平方英里）。大部分的土地面積是由直布羅陀的陡峭岩石它達到426米（1398英尺）高度佔據。直布羅陀的小鎮坐落在岩石上的半島西側的基礎。窄，地勢低窪的地峽連接半島的西班牙本土。北工作面礦是一個近乎垂直的山崖396米（1299英尺）高，俯瞰峽部; 唯一的陸路通道鎮是通過沿海地帶約350米（1150英尺）寬，這是前窄得多的土地復墾從海在20世紀。
因此，直布羅陀的地理位置賦予了它相當自然的防禦性優勢。這幾乎是不可能按比例岩石的東部或北部兩側，它們是垂直或基本如此。在南部，周圍的相對平坦的區域歐羅巴點是懸崖峭壁這是長達30米（97英尺）高的包圍。西邊是唯一可行的區域著陸，但即使在其上鎮建設工作提高到一個後衛的優勢，陡峭的山坡。這些因素給了它千百年來一個巨大的軍事意義。

### 引用
1. 1 2 3  Dennis, pp. 7–8
2. ↑  Krieger, p. 8